# Nogometni klub Maksimir
Il Nogometni klub Maksimir, conosciuto semplicemente come NK Maksimir, è una squadra di calcio dell'omonimo quartiere di Zagabria, la capitale della Croazia.

## Storia
Il club viene fondato il 27 aprile 1924, nella parte orientale di Zagabria, da Jagunec Stjepan, Mirko Mihaliček, Andrija Felja, Stjepan Stanković, Vladko Biškup, Đuro Seiler, Dragutin Haller, Drago Preglej, Nikola Šegota, Vilim Plečko, Stjepan Celešćak e Dragutin Božić. La prima assemblea costituente si tiene il 28 agosto 1925 con il presidente Stjepan Jagunec, il vicepresidente Miroslav Singer, il segretario Dragutin Dičić, il vicesegretario Dragutin Boľić, i tesorieri Petar Turek, Josip Vunarić e i consiglieri Vilim Plečko, Stjepan Meglić, Josip Jazbec, revisori dei conti Martin Čanić, Petar Nikolić e l'armaiolo Dragutin Preglej.

Il club si iscrive nei campionati della sottofederazione di Zagabria e nel 1928 riesce a vincere il suo primo torneo ed ad ottenere un buon piazzamento nella Balokovićev pokal.

Nel 1931 si fonde, in pratica assorbe, con i vicini del HŠK Atena, club che porta in dote alcuni giocatori.

Nel 1927-28 il Maksimir è il campione di classe III/A, nel 1938-39 campione di II classe, e nel 1939-40 secondo in classe I/B. Dal 1950 al 1955 il Maksimir gioca nella classe sottofederale.
Fra gli allenatori di maggior rilievo troviamo Karlo Muradori, che ha allenato il Maksimir dal 1951 al 1962 in un periodo in cui i biancoverdi erano in una situazione finanziaria difficile, e spesso faceva il suo lavoro senza compenso, a dimostrazione del suo amore per il club.

Il secondo allenatore è Mićo Tomljenović, che ha guidato la squadra dal 1971 al 1976, lottando ogni anno per la promozione.

Il terzo è Mate Prskalo che è l'allenatore di maggior successo nella storia del club, guidato dal 2004 al 2008. Nel 2004-05 terzo posto in quarta serie, 2005-06 primo in quarta, 2006-07 secondo in quarta ed infine, nel 2007-08, primo in quarta con promozione in 3. HNL.
Il 30 maggio 2019 il Maksimir batte per 5-2 il Sesvete aggiudicandosi per la prima volta la Kup ZNS (la coppa della federazione di Zagabria) e qualificandosi per la Coppa di Croazia 2019-20.

## Strutture

### Stadio
Il club disputa le gare interne allo Stadion Oboj, un impianto di 247 posti e dalle dimensioni 102 x 64 metri, sito all'incrocio tra le vie Oboj e Prilesje.

Prima della seconda guerra mondiale, il Maksimir, come la maggioranza delle squadre di Zagabria, non aveva un proprio impianto, infatti in città vi erano solo 5 stadi: Koturaška (del Građanski), Tratinska cesta (del Concordia), Miramarska cesta (del Viktorija e Željezničar), il campo dello Šparta e lo Stadio Maksimir (del HAŠK). Nel periodo interbellico il club utilizzava il campo di allenamento del HAŠK, sito in Bukovačka cesta; nella prima metà degli anni '50 si esibiva nel campo ausiliario dello stadio Maksimir (oggi Hitrec–Kacian) e dal 1956 gioca all'Oboj.